# Koralltaggsvamp
Koralltaggsvamp (Hericium coralloides) är en sällsynt taggsvamp som bildar en karaktäristisk, förgrenad fruktkropp vilken utseendemässigt till viss del påminner om en korall.
Den växer på omkullfallna och multnande trädstammar av lövträd, särskilt av asp, björk och bok. Fruktkroppen uppträder under hösten och kan nå en storlek på 10–40 centimeter i både höjd och bredd. 
En kort fot fäster fruktkroppen vid veden och från foten utgår sedan grenarna. Taggarna på grenarnas undersida blir 5–15 millimeter långa. Unga exemplar har en ren vit färg, men efter hand gulnar svampen och blir mer gulvit och till sist blir den gulbrun.  
I Sverige är koralltaggsvampen rödlistad som missgynnad. Hot mot arten är den minskade tillgången på död ved i skogarna och att lövskogar eller blandskogar med inslag av lövträd ersätts med renodlade barrskogar. Koralltaggsvampen är Smålands landskapssvamp.

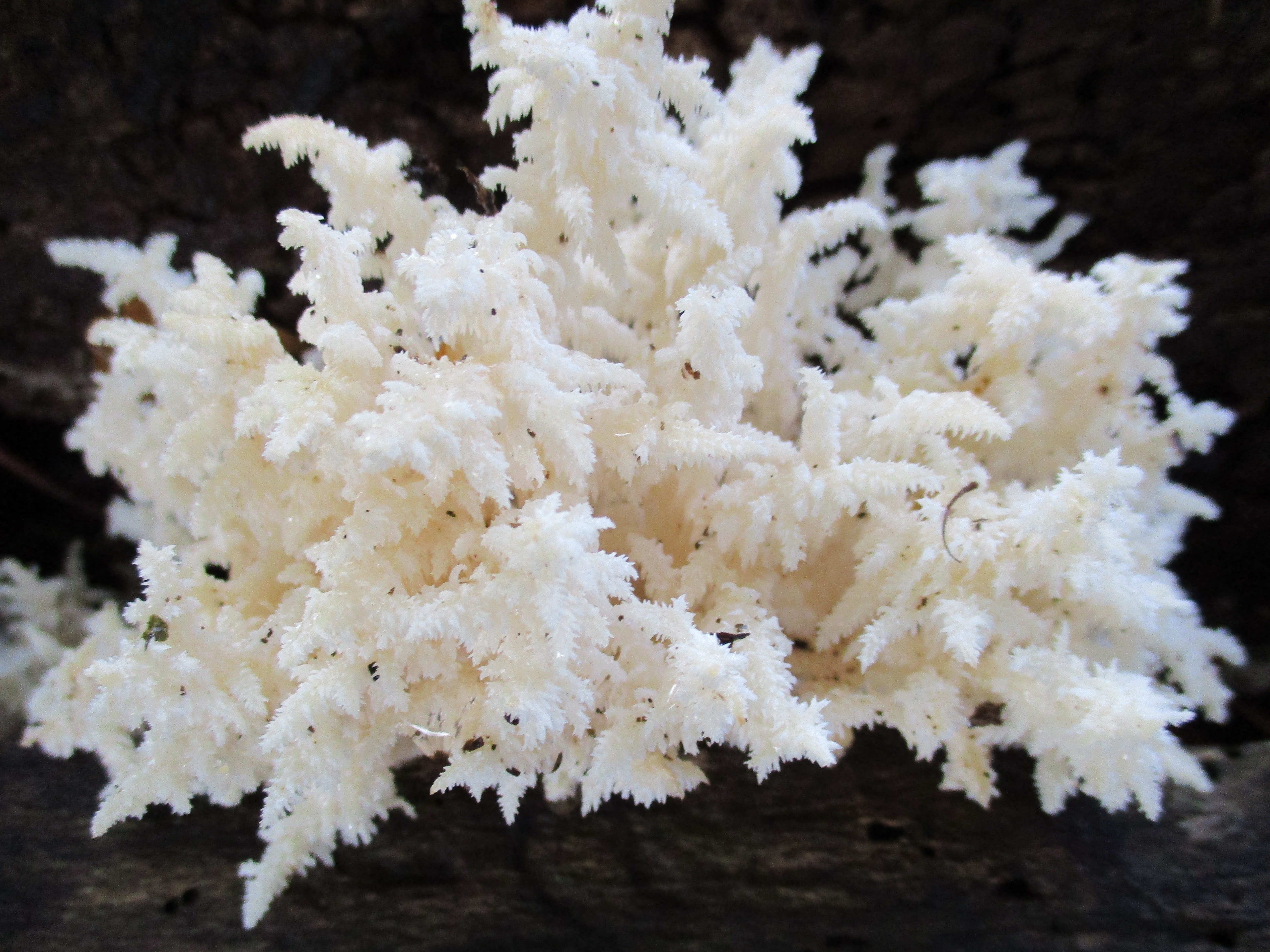
Hericium coralloides